# Tucher Privatbrauerei
Die Tucher Privatbrauerei GmbH & Co. KG ist eine Brauerei mit Sitz in Nürnberg. Sie gehört zur Radeberger Gruppe im Oetker-Konzern.

## Geschichte

### Städtisches Weizenbräuhaus
Seit etwa 1643 ließ der von den Patriziern gestellte Rat der Stadt im Heilig-Geist-Spital in Eigenregie Weizenbier brauen. Um 1672 wurde in der ehemaligen Waizenstraße – heute Karl-Grillenberger-Straße 3 – das „Städtische Weizenbräuhaus“, ein Sandsteinbau mit dreigeschossigen Volutengiebeln, errichtet und der Braubetrieb aufgenommen. 1672 ist auch das offizielle Gründungsjahr der Brauerei.
Anfangs führten zwei reichsstädtische Beamte die Geschäfte des Weizenbräuhauses unter der Oberaufsicht der Deputation des „Inneren Rates“. Die Deputation, die auch für die Finanzverwaltung zuständig war, wurde 1800 aufgelöst und die Kompetenzen der Rentkammer und dem Magistrat übergeben.

### Königliches Bräuhaus
Mit der Mediatisierung Nürnbergs durch das Königreich Bayern 1806 wurde die Brauerei als „Königliches Bräuhaus“ weitergeführt. Da der Weizenbierverbrauch sank, wurde die Produktion auf Braunbier umgestellt und der Bierversand forciert.

### Freiherrlich von Tucher’sche Brauerei
Das Königreich Bayern verkaufte 1855 das Königliche Bräuhaus an die Dr.-Lorenz-Tucher-Stiftung. Die Tucher von Simmelsdorf benannten das Bräuhaus in „Freiherrlich von Tucher’sche Brauerei“ um und prägten das Markenzeichen fortan durch den Mohrenkopf, der aus dem Tucherschen Familienwappen übernommen wurde.
Die Brauerei wurde über die Grenzen von Nürnberg hinaus zu einer der größten Exportbrauereien. Nach der Umstellung auf Dampfbetrieb 1855 begann ein rascher Aufschwung, der sich bald auch durch den Export in außerbayerische Gebiete zeigte. 1875 gingen bereits rund zwei Drittel des Bierabsatzes in alle Welt.

### Freiherrlich von Tucher’sche Brauerei AG

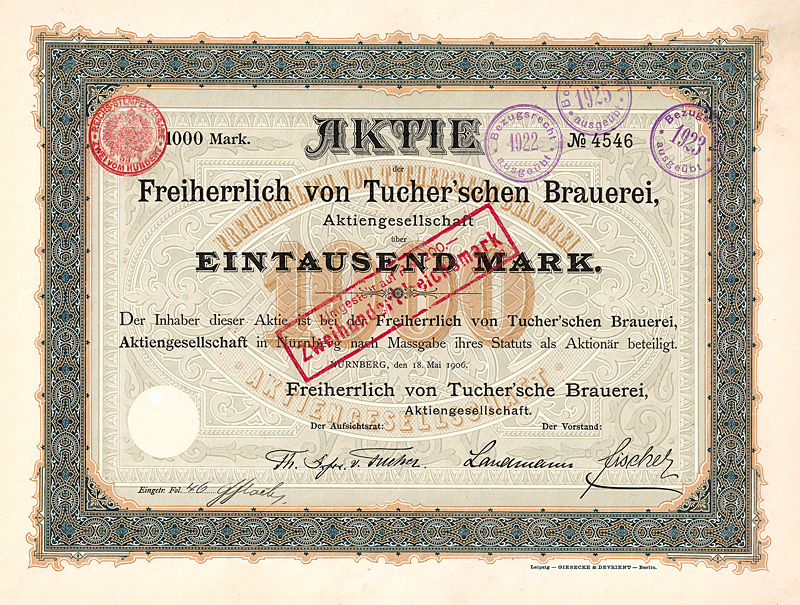
Aktie über 1000 Mark der Freiherrlich von Tucher’schen Brauerei AG vom 18. Mai 1906

Um 1890 wurde ein neues Brauereigebäude auf dem Tucher’schen Gartenanwesen (Lange Gasse 20) errichtet. 1898 wurde das Unternehmen in eine Aktiengesellschaft unter der Firma Freiherrlich von Tucher’sche Brauerei AG umgewandelt. Zur Teilnahme an der Pariser Weltausstellung von 1900 werden im Ausstellungskatalog folgende Auszeichnungen genannt:
- 1882 Nürnberg: Goldmedaille
- 1883 Amsterdam: Goldmedaille
- 1893 Hannover: Goldmedaille
- 1893 Chicago: Goldmedaille (Weltausstellung 1893)
- 1895 Teplitz: Goldmedaille
- 1896 Nürnberg: Goldmedaille
- 1897 Leipzig: Goldmedaille (Sächsisch-Thüringische Industrie- und Gewerbeausstellung)

1906 erfolgte die Fusion mit der Nürnberger Aktienbrauerei, vormals Heinrich Henninger an der Bayreuther Straße. Das Gebäude des Städtischen Weizenbräuhauses wurde 1913 an die Stadt Nürnberg verkauft, die es bis zur Zerstörung im Zweiten Weltkrieg als Verwaltungsgebäude nutzte.

### Brau AG

Tucher Siechen Tafel

1966 fusionierte die „Freiherrlich von Tucher’sche Brauerei AG“ mit dem „Brauhaus Nürnberg J. G. Reif AG“ zur „Brau AG“ und verlegte die Braustätte komplett in die Gebäude der ehemaligen Brauhaus Nürnberg am Schillerplatz. Die Aktienmehrheit hatte die Gruppe Henninger-Reemtsma.
Nach dem Zusammenschluss mit der seit 1520 bestehenden „Brauerei J.G. Reif, Nürnberg“ (Hersteller des berühmten „Siechen-Bieres“) wurde daraus Tucher-Siechen. Seinen Namen hatte es vom Bierhaus Siechen in Berlin.
Das Grundstück und die Gebäude in der Lange Gasse 20 wurden verkauft. Dort wurde 1972 ein Neubau der Wirtschafts- und Sozialwissenschaftlichen Fakultät der Friedrich-Alexander-Universität Erlangen-Nürnberg errichtet. Teile des Tucherkellers wurden in den Zeiten des Kalten Krieges zur Bunkeranlage ausgebaut.
1980 oder 1982 wurde die Brauhaus Hirschberg J. B. Prinstner aus Beilngries durch die Brau AG übernommen.

### Tucher Bräu AG
1985 übernahm der Rosenheimer März-Konzern die Aktienmehrheit und firmierte die Brau AG in die „Tucher Bräu AG“ um.

### Tucher Bräu GmbH & Co. KG

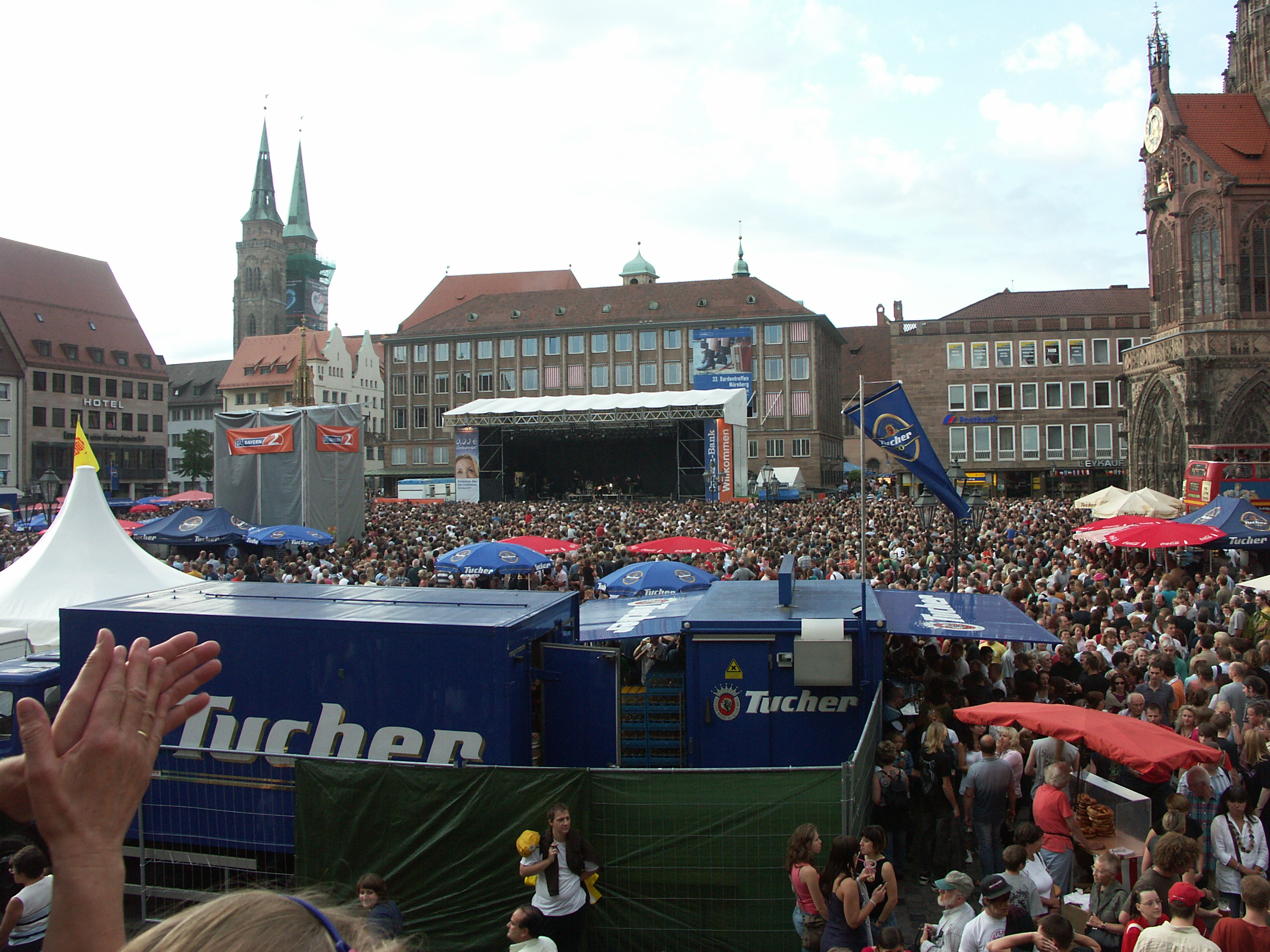
Bardentreffen am Nürnberger Hauptmarkt, 2008

Der Münchner Brauunternehmer Hans Inselkammer erwarb 1994 die überwiegenden Aktienanteile der Tucher Bräu AG von der insolventen März-Gruppe, fusionierte mit der Patrizier Bräu AG (vormals im Schickedanz-Konzern) und wandelte das Unternehmen durch das Herauslösen des operativen Biergeschäfts aus der Aktiengesellschaft in eine Privatbrauerei um. 1997 trat Hasen-Bräu seine Betriebsrechte an Tucher Bräu ab und ist seither Teil des Unternehmens. Durch die Fusion sind über diverse Umwege alle fünf traditionellen Fürther Brauereien (Humbser, Grüner, Geismann, Bergbräu und Evora&Meyer) in Tucher aufgegangen.
Die Biere wurden seitdem in den folgenden Braustätten produziert: Fürth, Schwabacher Straße (vormals Brauerei Joh. Humbser, später Humbser-Geismann) – Nürnberg, Bärenschanzstraße (Lederer-Brauerei) – Zirndorf (Brauerei Zirndorf) – Nürnberg, Schillerstraße (vorher Brau AG). Der Vertrieb erfolgt seit 1998 vom Logistikzentrum am Main-Donau-Kanal in Fürth-Süd aus.
Geschäftsführer war seit 1997 Jannik Inselkammer, ab 2003 Fred Höfler und Martin Leibhard.
Bereits 2001 wurde eine Bierpipeline von der Braustätte in der Schwabacher Straße zum Logistikzentrum im Fürther Gewerbepark Süd in Betrieb genommen. Das Bier floss seither direkt von der Brauerei zur Abfüllanlage im Logistikzentrum.

### Tucher Bräu bei Oetker

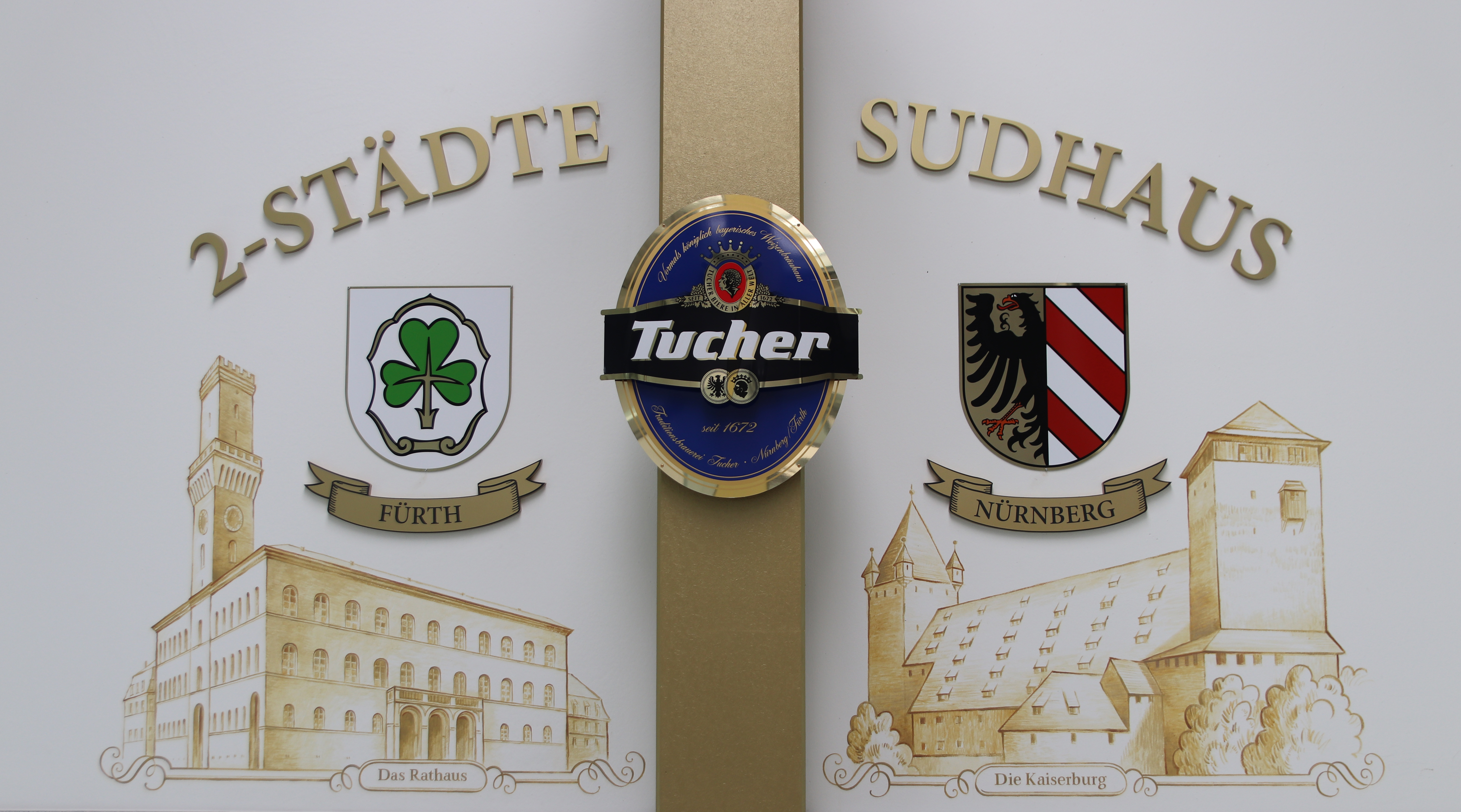
Das neue „2-Städte-Sudhaus“ liegt genau auf der Stadtgrenze Fürth/Nürnberg

Rückwirkend zum 1. Januar 2003 verkaufte Jannik Inselkammer entgegen anderen Verlautbarungen die Tucher Bräu an den Getränkekonzern „Brau und Brunnen“. Der Brau-&-Brunnen-Konzern und damit die Tucher Bräu wurde 2004 durch die „Oetker-Gruppe“ übernommen, während die Immobilien der Tucher Bräu im Besitz der Familie Inselkammer verblieben.
Im Juni 2007 wurde der Grundstein für den Bau des neuen Sudhauses auf dem Gelände des Logistikzentrums gelegt, das 2008 den Betrieb aufnahm. Die Stadtgrenze zwischen Nürnberg und Fürth verläuft durch das Sudhaus, Läuterbottich und Whirlpool liegen in Fürth, Maischebottich und Würzepfanne in Nürnberg. Daneben entstanden neue Gär- und Filtrationsanlagen, Lagerbereiche sowie Labor und Verwaltungsgebäude. Die frühere Bierpipeline wird nun für den Transport von Brauwasser aus dem Brunnen der historischen Braustätte zum neuen Sudhaus genutzt. Das Gelände hat die Brauerei vom ehemaligen Brauereibesitzer Jannik Inselkammer zurückgekauft. Im September 2011 wurde die Produktion von Grüner Bier (eingestellt 1977) wieder aufgenommen.
Nach umfangreichen Sanierungsmaßnahmen und dem Einbau neuer, deutlich kleinerer Sudkessel wurde das 1899 erbaute Sudhaus am Nürnberger Schillerplatz am 23. April 2018 offiziell wiedereröffnet, wo derzeit (2019) ausschließlich Rotbier gebraut wird.
Der Tucher-Mohr wurde 2021 durch eine neutrale, schwarze Scherenschnitt-Figur ersetzt.
Zum 23. März 2021 erfolgte die Umfirmierung in Tucher Privatbrauerei GmbH & Co. KG und im selben Jahr die Verlegung des Sitzes nach Nürnberg. Komplementäre sind die Tucher Bräu Verwaltungsgesellschaft mbH mit Sitz in Fürth und die Oetker Nahrungsmittel und Getränke Holding KG.
Seit der Schließung der Binding-Brauerei (ebenfalls Radeberger-Gruppe) im September 2023 füllt Tucher auch Bier der Marke Binding ab.

## Braustätten

### Waizenstraße
1672 wurde die erste Braustätte in der Waizenstraße (heute Karl-Grillenberger-Straße 3) in Betrieb genommen. 1913 wurde die Braustätte aufgegeben.

### Lange Gasse
1890 wurde die Braustätte in der Lange Gasse 20 direkt an der Nürnberger Stadtmauer errichtet und ersetzte die Braustätte in der St. Lorenz-Altstadt. 1966 wurde der Braubetrieb in der Lange Gasse eingestellt.

### Schillerplatz / Altes Sudhaus
1899 nahm die Brauhaus Nürnberg J.G. Reif AG das Betriebsgelände am Schillerplatz in Betrieb. Als Tucher 1966 mit der Brauhaus Reif fusionierte wurde der Braubetrieb im Sudhaus am Schillerplatz zusammengelegt. Mit Eröffnung des Zwei-Städte-Sudhauses wurde der Braubetrieb am Schillerplatz eingestellt. Der überwiegende Teil des Geländes wurde ab 2011 abgerissen und durch Wohnbebauung ersetzt. Seit 2018 wird im kleineren Maßstab wieder Bier im erhaltenen Sudhaus am Schillerplatz gebraut (Altes Sudhaus).

### Schwabacherstraße

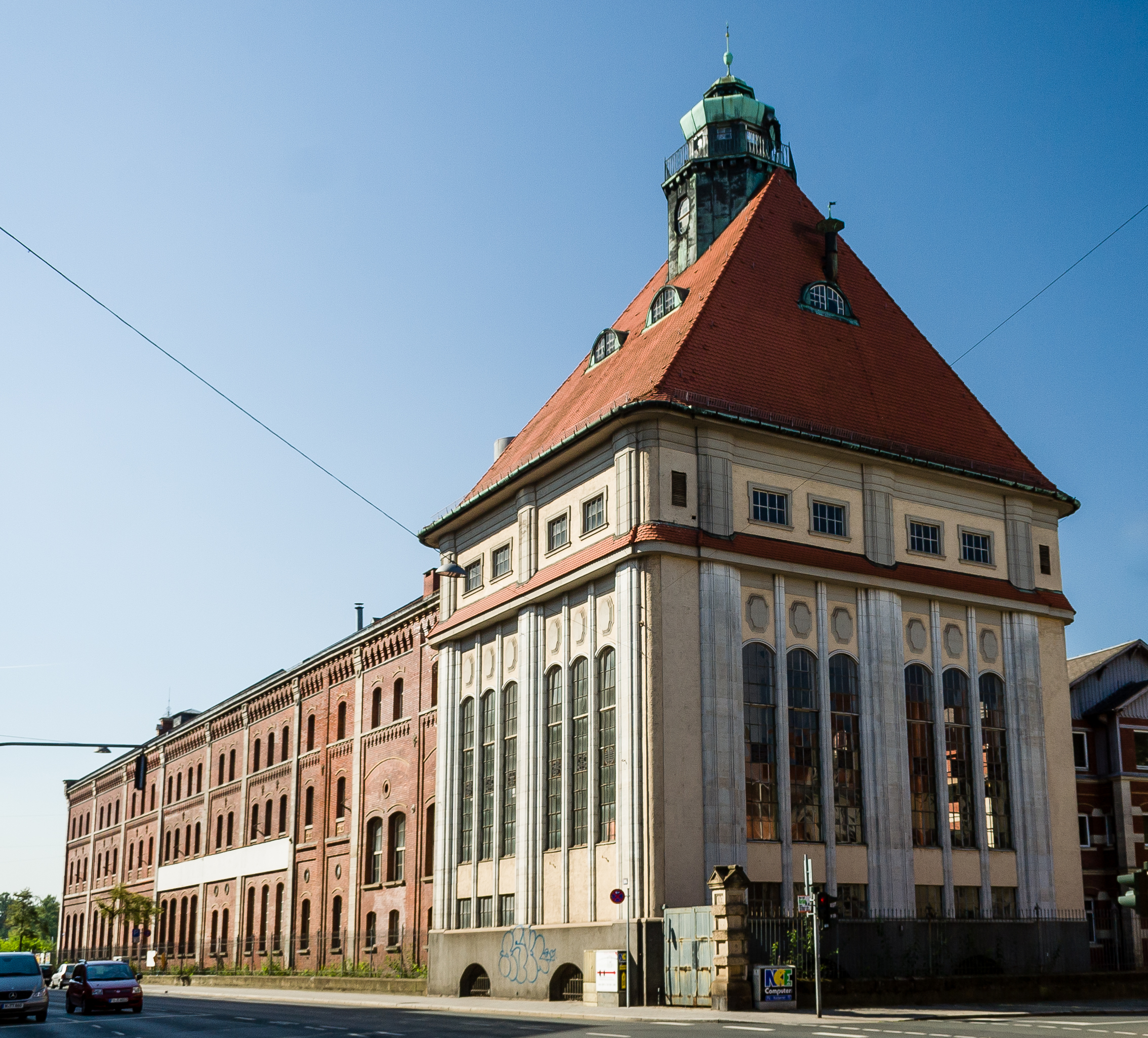
Das ehemalige Sudhaus in der Schwabacher Straße

Das Sudhaus in Fürth ist die Braustätte der ehemaligen Humbser-Brauerei. Nach Fertigstellung des Zwei-Städte-Sudhauses wurde die 120 Jahre alte Brauerei (ursprünglich Humbser-Brauerei) in der Schwabacher Straße 106 in Fürth stillgelegt, auf dem ehemaligen Brauereigelände entstehen Wohnungen, die Bebauung ist weitgehend abgeschlossen (Stand: April 2019). Einige wenige Betriebsgebäude wie das 1911 errichtete und denkmalgeschützte Sudhaus und das Portierhäuschen blieben erhalten.

### Bärenschanzstraße
Das Gelände zwischen Bärenschanzstraße und Sielstraße ist das ehemalige Gelände der Lederer-Brauerei und war lange Zeit der Hauptproduktionsstandort der Patrizier-Bräu. Die Braustätte wurde 1994 geschlossen.

### Zirndorf
Mit der Übernahme der Patrizier-Bräu 1994 wurde auch das Zirndorfer Brauhaus übernommen.

### Zwei-Städte-Sudhaus
2008 wurden die bisherigen Braustätten in der Schwabacherstraße in Fürth und am Schillerplatz in Nürnberg auf ein neu gebautes Betriebsgelände in der Tucherstraße in Fürth zusammengelegt. Das Betriebsgelände liegt sowohl auf Fürther als auch auf Nürnberger Stadtgebiet. Nach Aussagen der Brauerei verläuft die Grenze direkt durch das Sudhaus.

## Biermarken der Tucher Bräu (Auszug)

Brauereifusionen – Die Entwicklung der Tucher Bräu bis 1994

### Tucher
- Christkindlesmarkt Bier
- Nürnberger Lager Hell
- Original Nürnberger Rotbier
- Reifbräu Alkoholfrei
- Urbräu Nürnberger Hell
- Urfränkisch Dunkel

### Kloster Scheyern
1991 wurde die Klosterbrauerei Scheyern geschlossen. In diesem Jahr wurde die Lizenz zur Produktion von Bieren der Klosterbrauerei Scheyern an den Augsburger Hasen-Bräu vergeben, der bereits seit den 1960er Jahren die Abfüllung des Bieres in Flaschen übernahm. Die Produktion wurde in den 2000er Jahren nach Fürth/Nürnberg verlegt. 2006 eröffnete das Kloster in Scheyern eine eigene Brauerei. Darüber werden bestimmte Biersorten der Marke Kloster Scheyern, im Gegensatz zur Marke Kloster-Brauerei Scheyern, bei Tucher in Fürth/Nürnberg gebraut.
- Kloster Doppelbock
- Kloster Gold hell
- Kloster Weisse dunkel

### Zirndorfer
- Keller Radler
- Landweizen
- Keller Bier
- Landbier
- Hell
- Hell alkoholfrei

### Weitere Marken
- Binding
- Falkenfelser (Netto-Discountmarke)
- Fortuna (im Januar 2021 vom Markt genommen)
- Grüner[5]
- Humbser[9]
- Hürner (Markenrechte lagen bei Tucher, gebraut wurde bei der Brauerei Hauff in Lichtenau bis März 2021)[14][15]
- Lederer
- Patrizier
- Sebaldus Weizen
- Zeltner